# Серія Лаймана

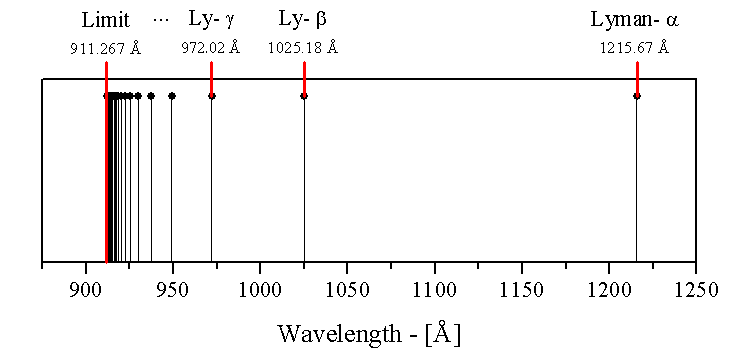
Серія Лаймана

Серія Лаймана — спектральна серія в спектрі атому водню, названа на честь американського фізика Теодора Лаймана, котрий відкрив цю серію 1906 року. Ця серія утворюється при переходах електронів на перший (основний) рівень зі збуджених енергетичних рівнів у спектрі випромінювання та з першого рівня на всі інші — при поглинанні.  
Для позначення ліній серії застосовується латинська літера L із нижнім індексом: перехід між першим та другим енергетичними рівнями позначається грецькою літерою α; між першим та третім — β, і так далі. 
Наприклад, Lα (читається як Лайман альфа) — позначення спектральної лінії, яка виникає при переході електрона між другим та першим рівнями.
Усі лінії серії Лаймана лежать в ультрафіолетовій ділянці спектра.

## Формула Бальмера
Формула Рідберґа для серії Лаймана виглядає так:
{\displaystyle {1 \over \lambda }=R\left({1 \over 1^{2}}-{1 \over n^{2}}\right)},
де: 
n — головне квантове число, що дорівнює або більше, ніж 2,
λ — довжина поглинутої чи випроміненої хвилі,
R = 1,0974·107 м−1 — стала Рідберґа.